# Chionaema capensis
Chionaema capensis là một loài bướm đêm thuộc phân họ Arctiinae, họ Erebidae.